# Mikl Mayer
 (juin 2011).
Si vous disposez d'ouvrages ou d'articles de référence ou si vous connaissez des sites web de qualité traitant du thème abordé ici, merci de compléter l'article en donnant les références utiles à sa vérifiabilité et en les liant à la section « Notes et références ».
Mikl Mayer, de son vrai nom Michaël Mayer, est un dessinateur et scénariste français de bande dessinée, né à Pont à Mousson le 4 septembre 1993. Il est originaire de Lorraine, mais a grandi dans la Somme, près d'Amiens. 

## Biographie
Il est connu pour sa bande dessinée Les d'jeunes, qui raconte la vie d'un groupe d'adolescents dont Justin, le héros et ses amies, Kimberly et Morgane. Il s'est fait connaître pour ses affiches pour l'association Laurette Fugain ainsi que des visuels contre l'homophobie à Toulouse.
Son premier album est sorti en décembre 2009 : La dure vie des adolescents, suivi d'Amour & conséquences l'année suivante. Le troisième Problèmes en série, publié le 16 novembre, voit l'apparition de la tante de Justin, sous les traits de la chanteuse Mylène Farmer, ainsi que Laurent Argelier et Vincent McDoom dans leurs propres rôles. En juin 2011, il a aussi réalisé l'affiche du moyen métrage Dynamo love, présenté au festival de Cannes la même année.
D'octobre 2011 à janvier 2012, Mikl Mayer redessine aussi les peoples en BD dans le magazine Planète People de Jeremstar. Il y raconte les rencontres entre deux des héros des d'jeunes et des célébrités.
En mai 2012, après une exposition en soutien avec l'association Laurette Fugain, Mikl sort un album racontant son parcours autour de sa BD : Dans l'ombre des d'jeunes : 2009-2012.
En mai 2013 a lieu une exposition à Fonbeauzard, puis paraît People : Les dessous de la célébrité en septembre ; le quatrième tome des d'jeunes, L'art de la dérive, est publié en décembre de la même année, avec le soutien de Maurane.
En 2014, alors que le mariage pour tous fait débat, Mikl Mayer diffuse sur sa page Facebook une bande dessinée sur un couple gay et leur enfant dans Mes papas & moi. Un album de cette bande dessinée sort à automne 2015. Un nouvel album Manu Emmanuel D'Joké Dibango, centré sur le musicien Manu Dibango était prévu pour 2015, mais c'est finalement la bande dessinée Mes papas & moi qui est publiée cette année-là. 
Mikl Mayer réalise son préquel Mes papas avant moi, qu'il édite fin 2016 avec Garçon Edition et dont la suite, intitulée Mes papas avant moi 2, sort en 2017.
En 2019, Lara Fabian annonce le retour de l'artiste avec le tome 2 de "Mes papas & moi", qui sera publié en octobre de la même année. Malheureusement, à la suite d'un désaccord avec sa maison d'édition, Mikl Mayer quitte Garçon Édition.
Bien qui n'ait pas publié d'album depuis, il a fait reparlé de lui en 2020 à la suite de la censure de sa BD « Le monde selon Loïc » sur les réseaux sociaux. La raison invoquée serait la mise en avant d'un héros séropositif.

## Albums
- Mikl Mayer, Les d'jeunes : La dure vie des adolescents, 2006Publié pour le Festival BD de Colomiers dans une version courte noir et blanc de 48 pages, l'album ressort en décembre 2009 dans une version couleur rallongée de 58 pages.
- Mikl Mayer, Les d'jeunes : Amour & conséquences, 2007Une version noir et blanc est publiée en 2007 au Festival BD de Colomiers.
- Mikl Mayer, Les d'jeunes : Problèmes en sériePublié dans une version courte en noir et blanc.
- Mikl Mayer, Dans l'ombre des d'jeunes, mai 2012.
- Mikl Mayer, People : Les dessous de la célébrité.
- Mikl Mayer, Les d'jeunes : L'art de la dérive.
- Mikl Mayer, Mes papas & moi : Portrait de famille.
- Mikl Mayer, Mes papas avant moi, 2016.
- Mikl Mayer, Mes papas avant moi 2.
- Mikl Mayer, Mes papas & moi édition luxe, Garçon Edition, 2018.
- Mikl Mayer, Mes papas & moi : Les liens qui nous unissent, Garçon Edition, 2019